# Girolamo Cenatiempo

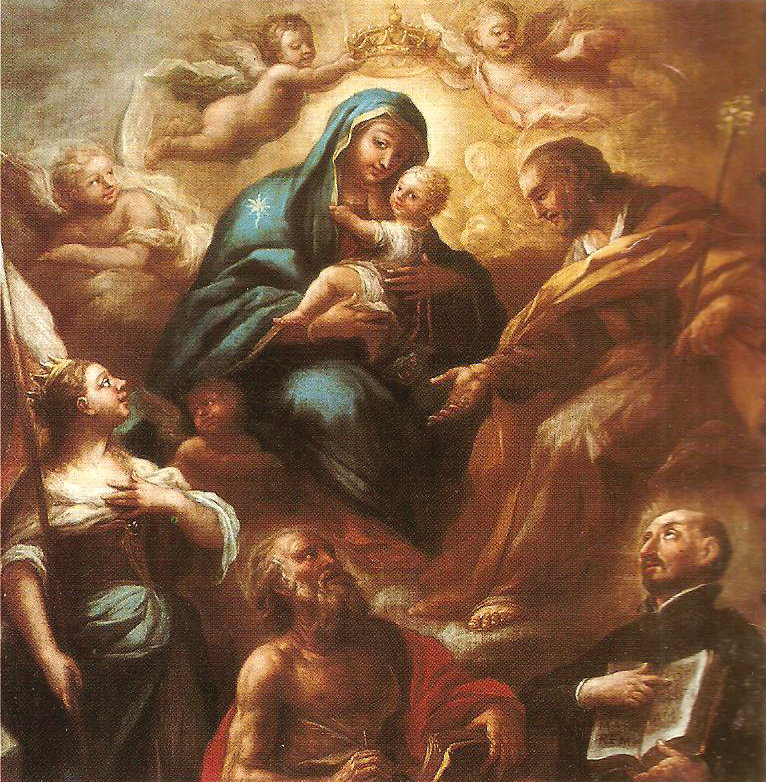
La Vierge à l'Enfant avec saint Joseph, sainte Catherine, saint Jérôme et saint Ignace, musée capitulaire d'Atri (vers 1740).

Girolamo Cenatiempo, né et mort à des dates inconnues, est un peintre napolitain de la première moitié du XVIIIe siècle formé à l'école de Luca Giordano et qui fut actif entre 1705 et 1742.

## Biographie
Ses premières œuvres connues remontent à 1705 date à laquelle il est admis à la confrérie Saint-Anne-et-Saint-Luc où se regroupent les peintres habilités à exercer. La plupart de ses tableaux sont datés et signés, contrairement à de nombreux peintres de l'époque, ce qui facilite le travail des historiens d'art pour retracer sa carrière.
Deux œuvres particulièrement importantes de Cenatiempo se trouvent en l'église San Pietro a Majella de Naples, plus précisément dans la chapelle Saint-Pierre-Célestin de l'église : La Naissance de saint Pierre Célestin et La Mort de saint Pierre Célestin, remontant à 1706 ; on peut aussi admirer dans cette église trois autres tableaux intéressants Saint Martin et le pauvre, Saint Benoît prenant congé de sainte Scolastique et Le Mariage mystique de sainte Catherine.
Le 16 septembre 1709, il signe à L'Aquila un accord, afin de réaliser les fresques de la voûte de la chapelle Saint-Bernardin de la basilique Saint-Bernardin-de-Sienne ; elles représentent Le Prêche de  saint Bernardin avec saint Jean de Capistran et saint Jacques de la Marche. D'autres peintures de lui décorent le plafond de cette basilique : Épisodes de la vie de saint Bernardin, comprenant trois toiles.
Il participe en 1712 à la décoration de l'église du Gesù Vecchio de Naples ; il y peint deux fresques : Les Miracles de Saint Stanislas sur les côtés de la quatrième chapelle de gauche et La Vision de Sainte Marie-Madeleine de Pazzi dans la deuxième chapelle.
Cenatiempo est également l'auteur de La Vierge en gloire avec saint Maxime et saint Georges, dans l'abside de la cathédrale de L'Aquila. Les visiteurs peuvent admirer au Museo Nazionale d'Abruzzo deux huiles sur toile de Cenatiempo : Saint Benoît Abbé et Sainte Scolastique, provenant toutes les deux de l'église Santa Maria Maddalena de L'Aquila.
Il est actif en 1718 à Avigliano : il peint pour l'église Santa Maria degli Angeli une Notre Dame du Mont-Carmel avec des saints et un autre tableau figurant Sainte Lucie et Sainte Barbe.
En 1724, il peint pour l'église Santa Maria Donnaromita de Naples La Banquet d'Hérode et La Décollation de saint Jean-Baptiste.
Il réalise aussi une fresque pour la première chapelle de la grande caserne de Pizzofalcone (Gran Quartiere di Pizzofalcone)  en collaboration avec Giuseppe Mastroleo et dessine les stucs du sanctuaire Santa Maria di Pozzano de Castellammare di Stabia.
Certains tableaux conservés à la galerie du palais impérial de Latiano lui sont attribués : Samson trahi par Dalila, Abraham chassant Agar dans le désert, Siséra tué par Yaël, 
Sainte Agathe guérie par saint Pierre en prison.

## Source de la traduction
- (it) Cet article est partiellement ou en totalité issu de l’article de Wikipédia en italien intitulé « Girolamo Cenatiempo » (voir la liste des auteurs).